# Кулешов, Владимир Петрович
Влади́мир Петро́вич Кулешо́в (15 апреля 1941, Ленинград — 5 января 2013, Сестрорецк) — советский и российский художник.

## Биография
Родился 15 апреля 1941 года в Ленинграде. Отец Кулешова был приказчиком в магазине Елисеевых.
В 1964 году заочно окончил Ленинградскую лесотехническую академию по специальности «озеленение городов». Учился у Ипполита Леопольдовича Заливского.
В 1958 года начал работать главным садовником, а с 1969 года — ландшафтным архитектором на Сестрорецком инструментальном заводе.
В 1972 году окончил курсы монументальной икебаны в школе Согетцу (Япония).
С 1988 года — фитодизайнер салона «Флора», одновременно преподавал в международной и петербургской школах фитодизайна и флористики.
Читал лекции в Союзе архитекторов, в лицее «Сервис» на садово-архитектурном отделении. Являлся президентом творческого объединения «Флора», член Российской и Всемирной ассоциации аранжировки цветов. Состоял в Гильдии ландшафтных мастеров России. Тринадцать лет преподавал цветочный дизайн в Ленинградском доме природы. В постсоветский период вёл преподавательскую работу в Литве, Латвии, Эстонии, Казахстане, Испании. Преподавал в садово-архитектурном лицее № 113. Участвовал в выставках «Телефлора», «Американофлора», «Интерфлора».
В 2008 году состоялась выставка в зале Арт-Курорт в Сестрорецке.
Умер 5 января 2013 года. Похоронен на Сестрорецком кладбище.

## Награды
Кулешов получил три премии ЮНЕСКО.
На выставке в Канаде завоевал 2-е место, в Голландии вошёл в десятку лучших флористов мира.
Член художественного совета Сестрорецка, почётный гражданин Сестрорецка с 2007 года.

#### «Композиции в библиотеке имени Зощенко М. М.»

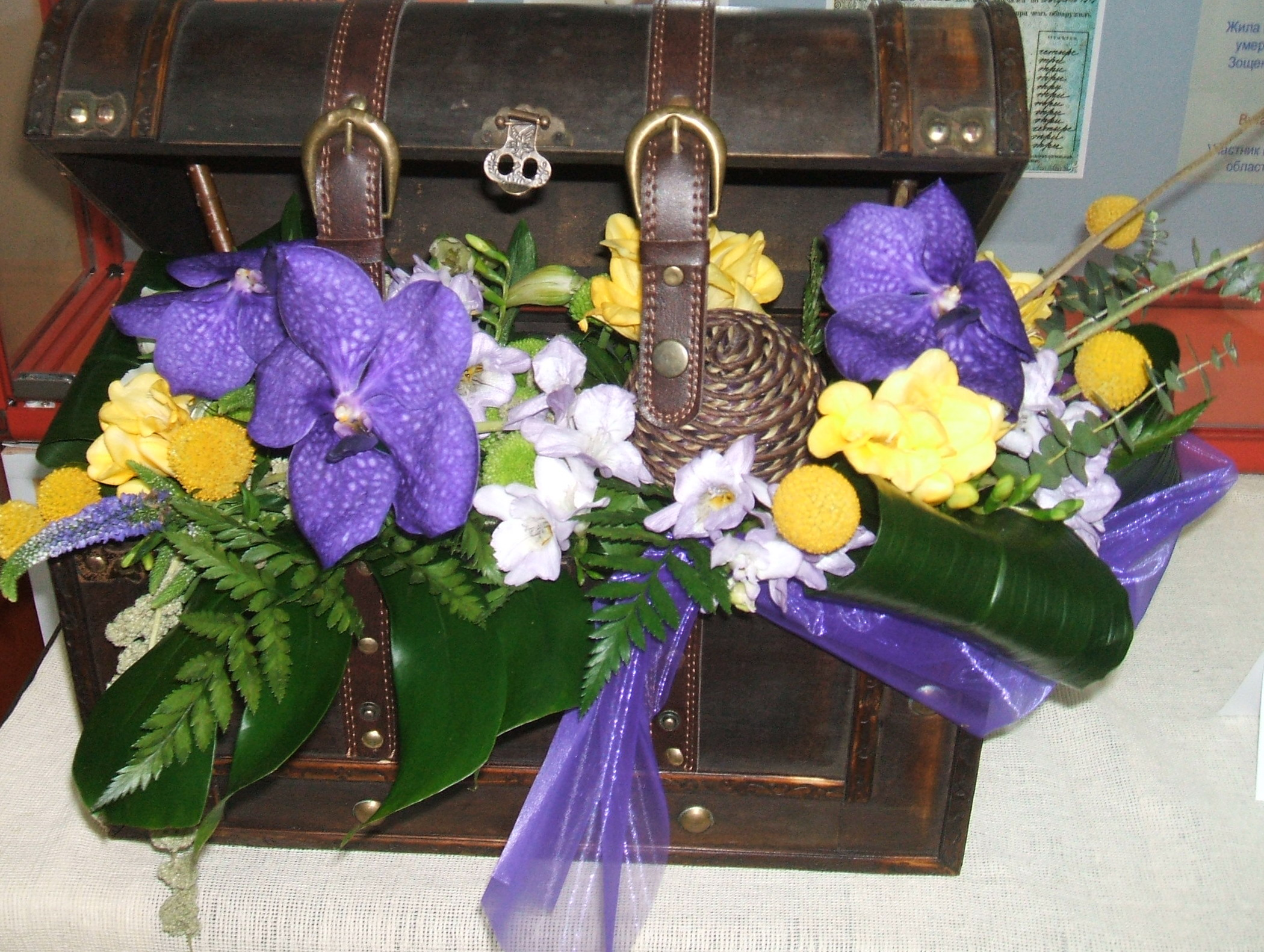
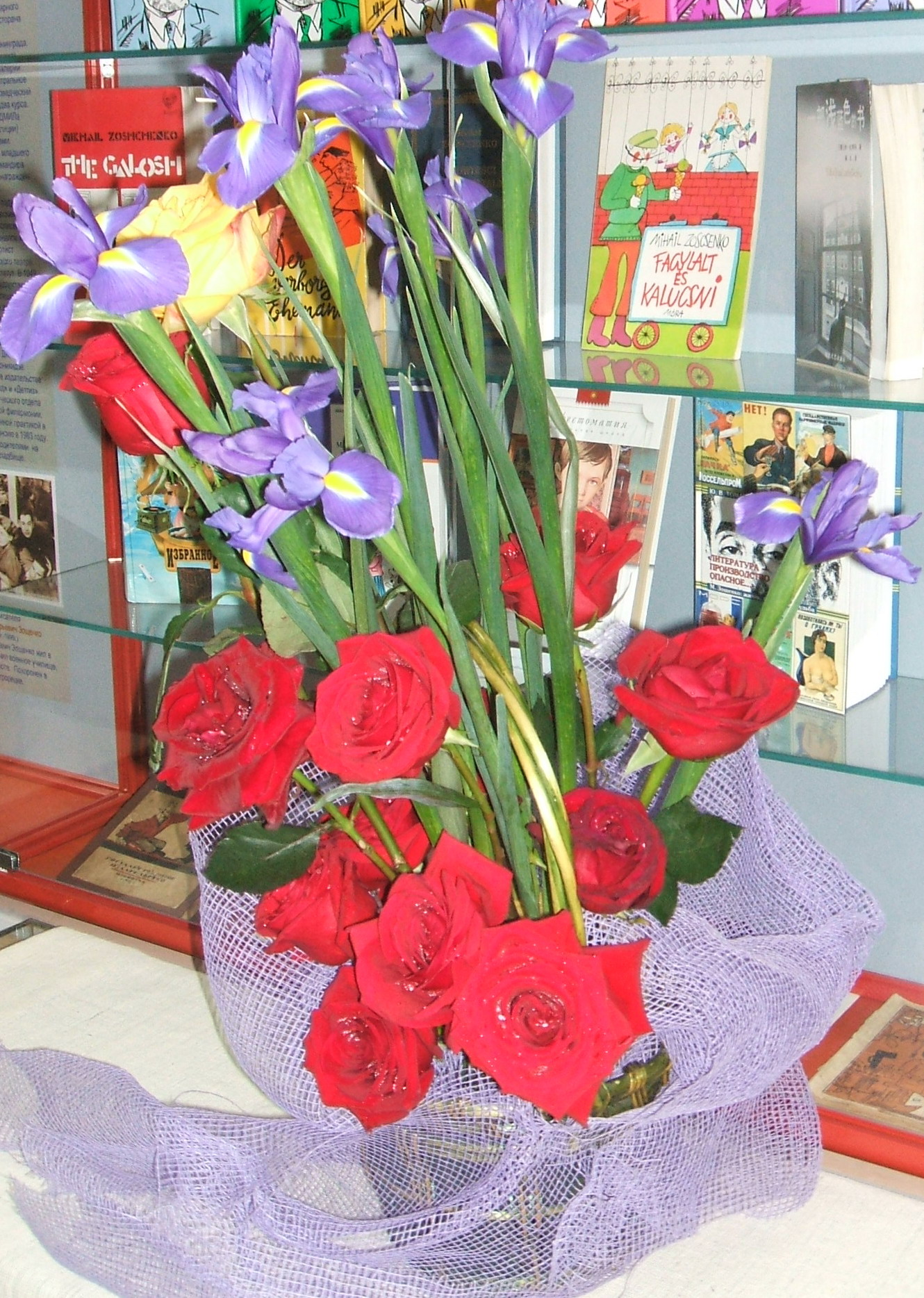
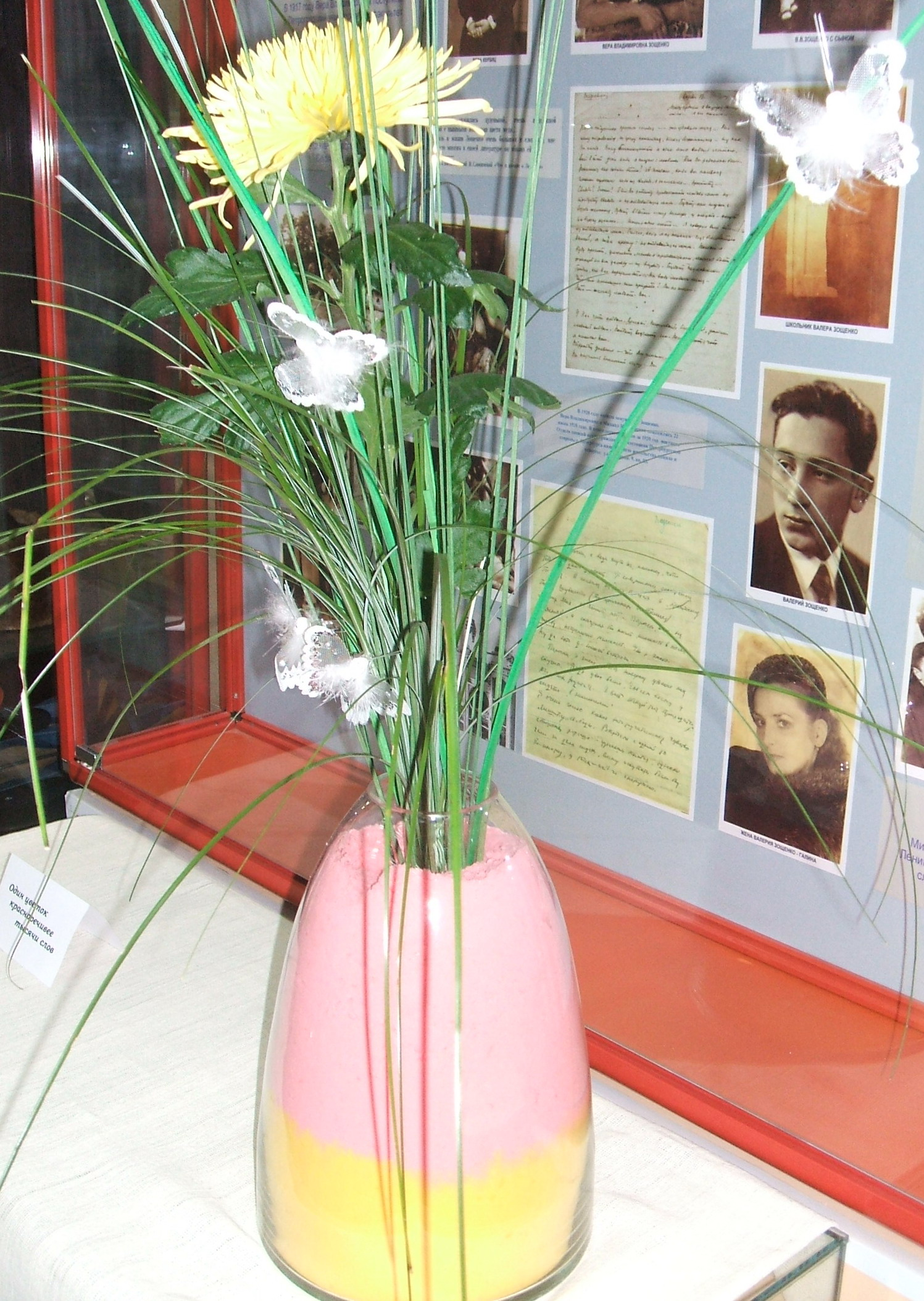
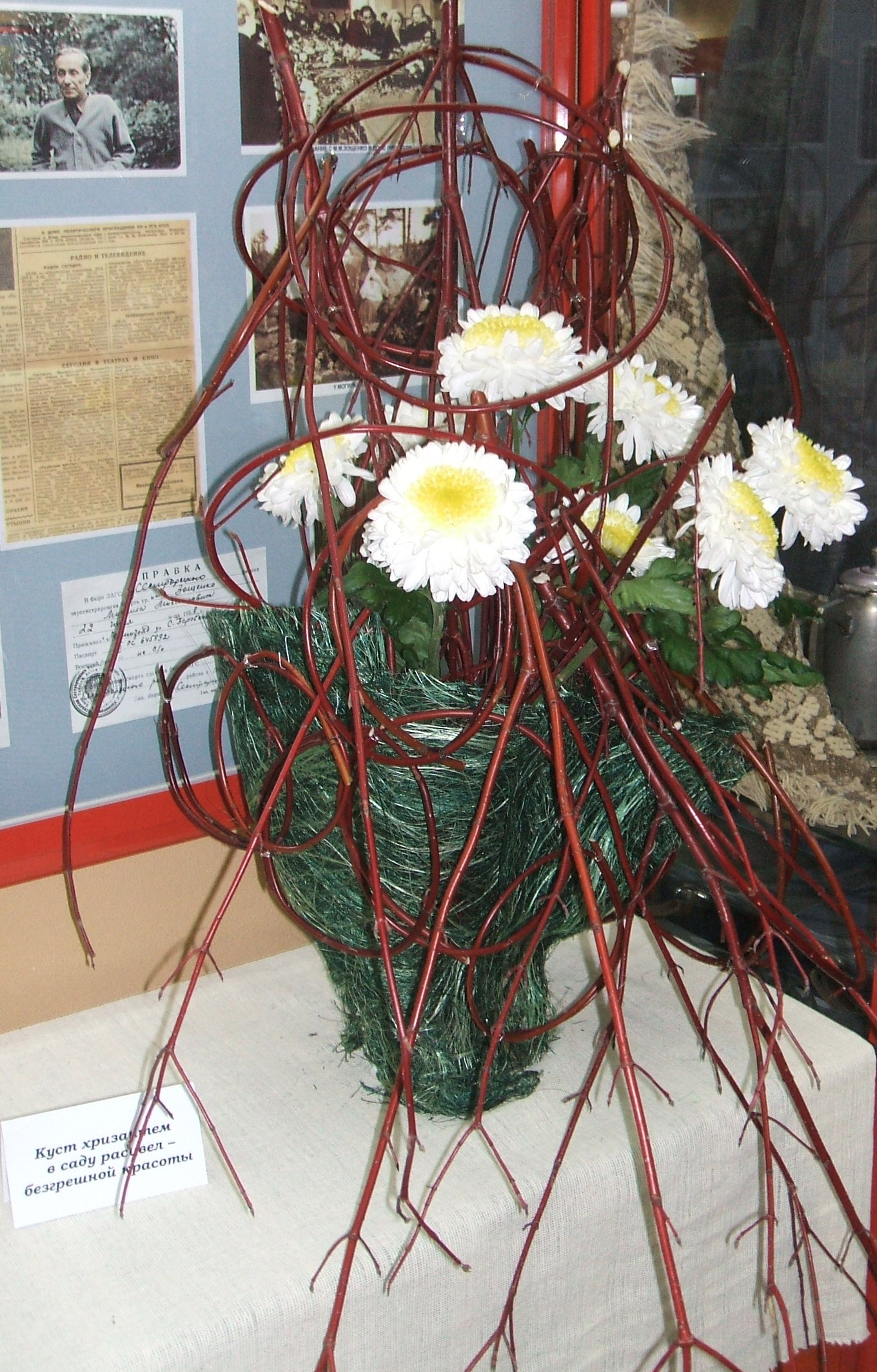
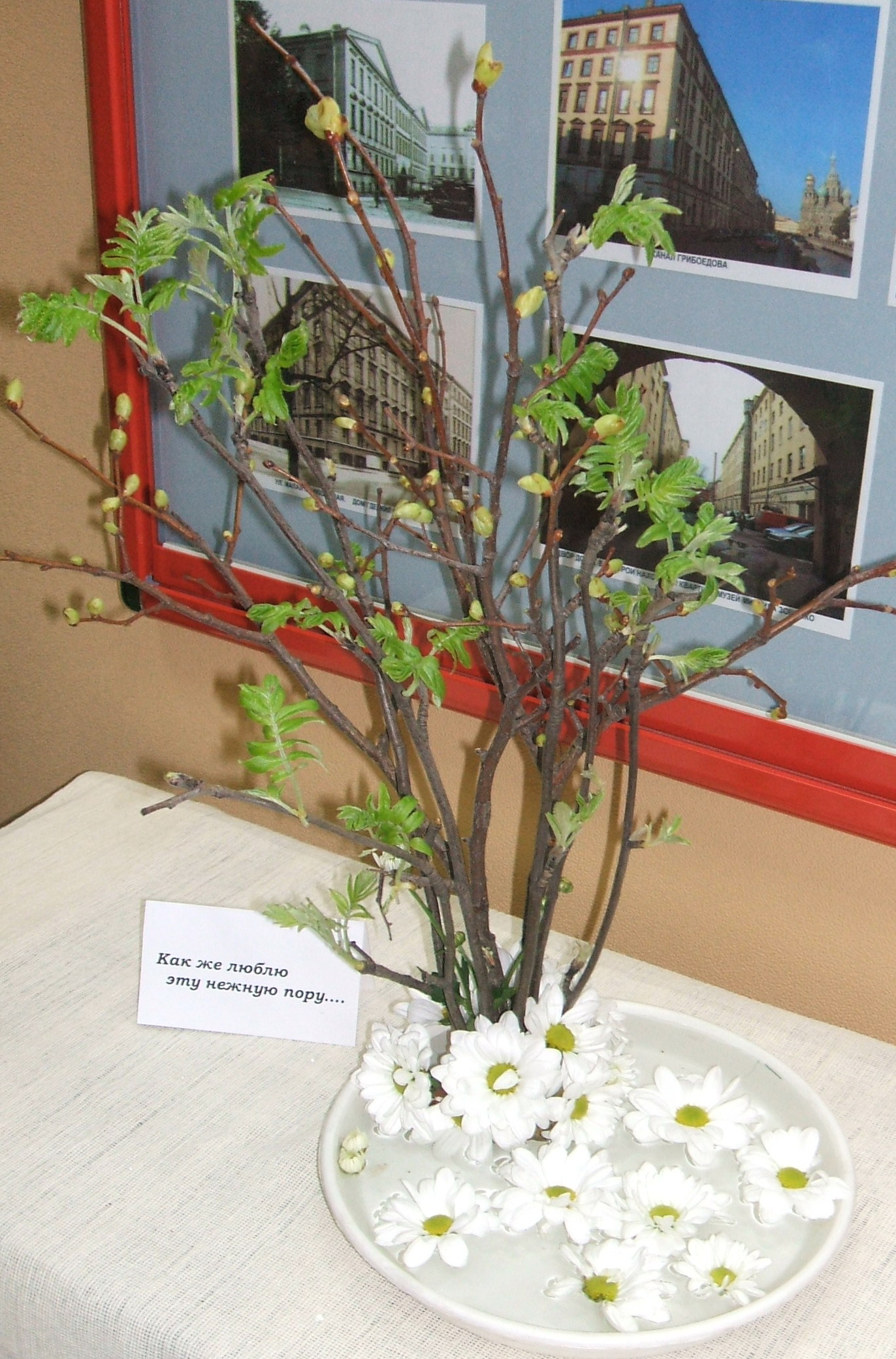
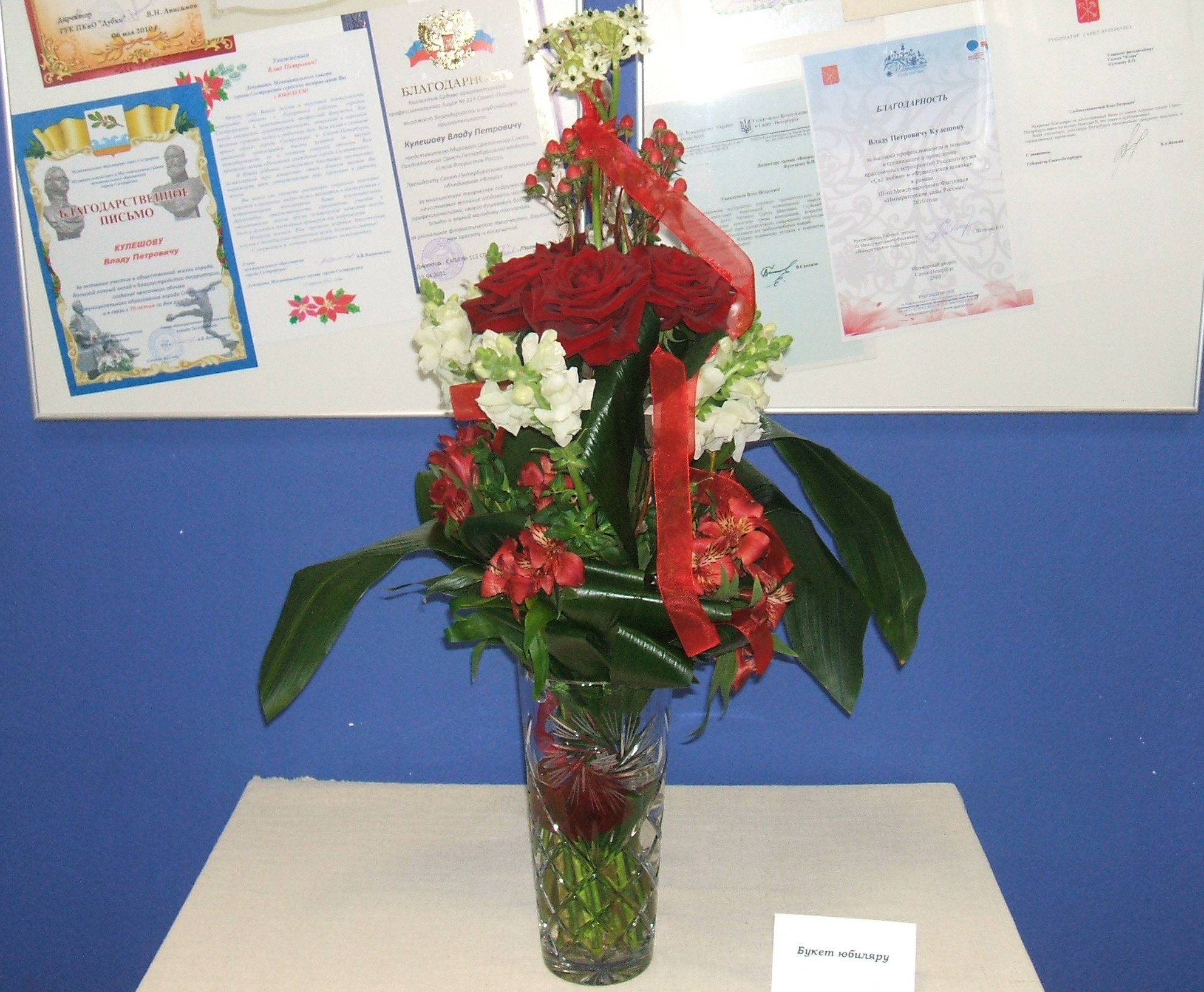
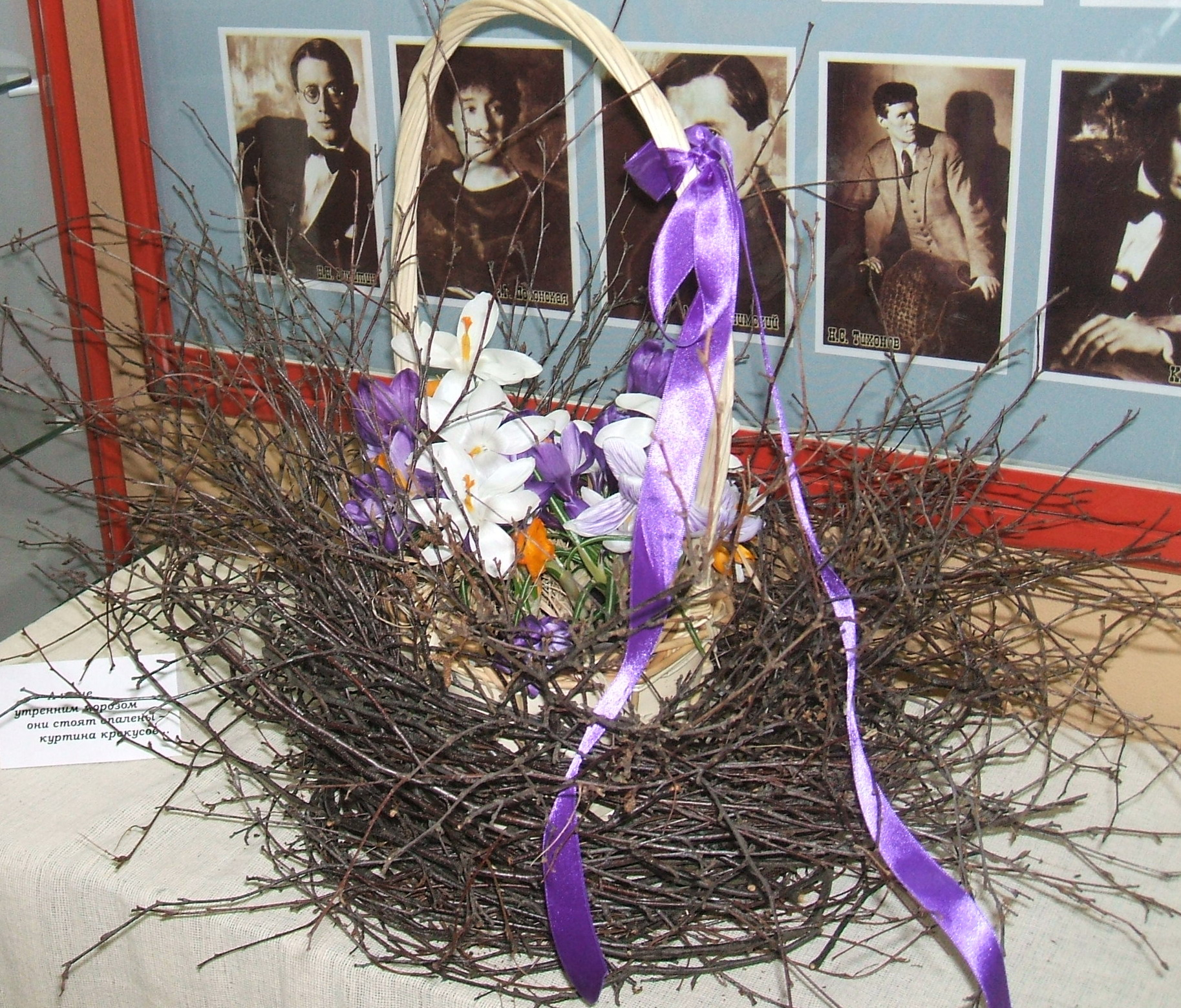
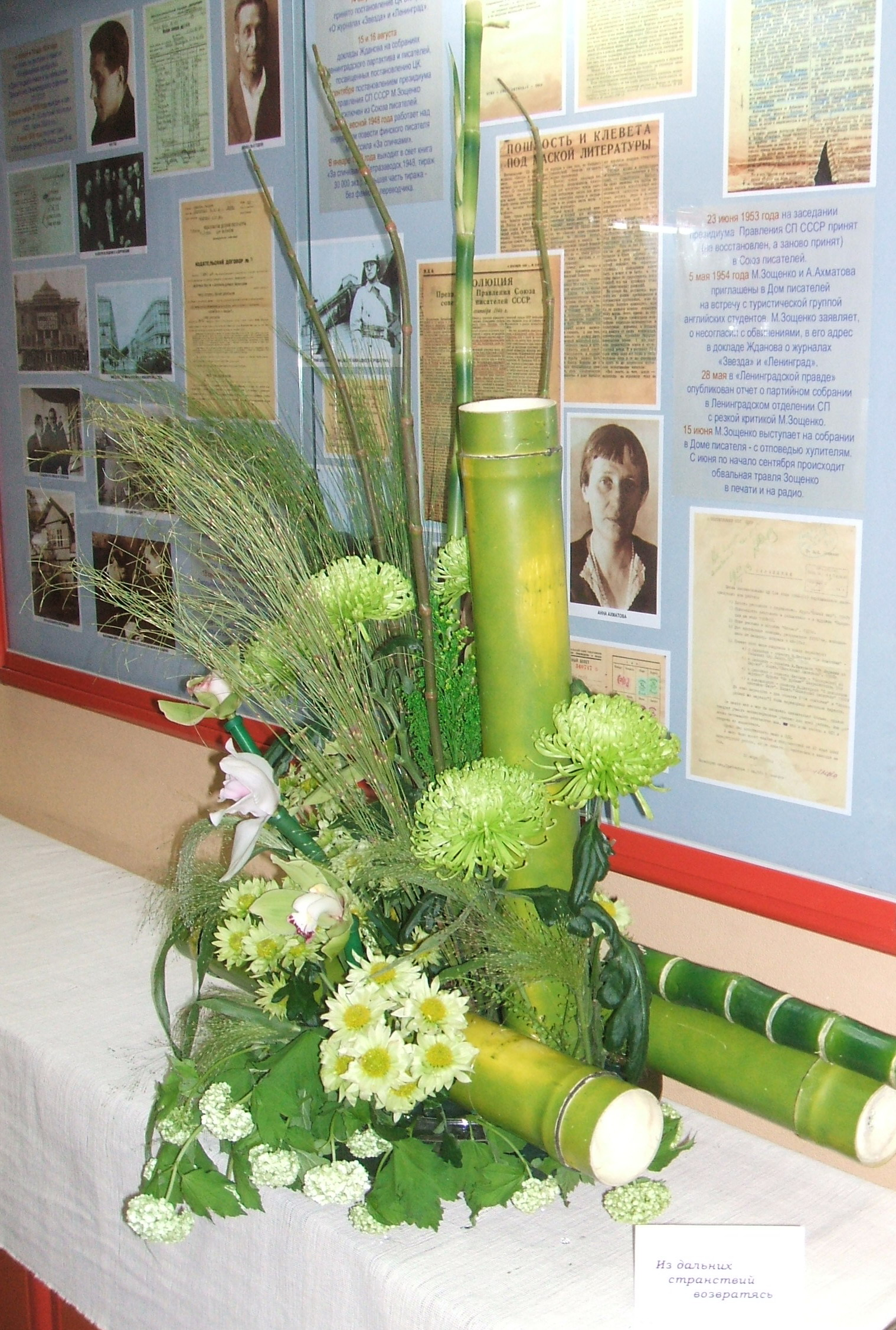
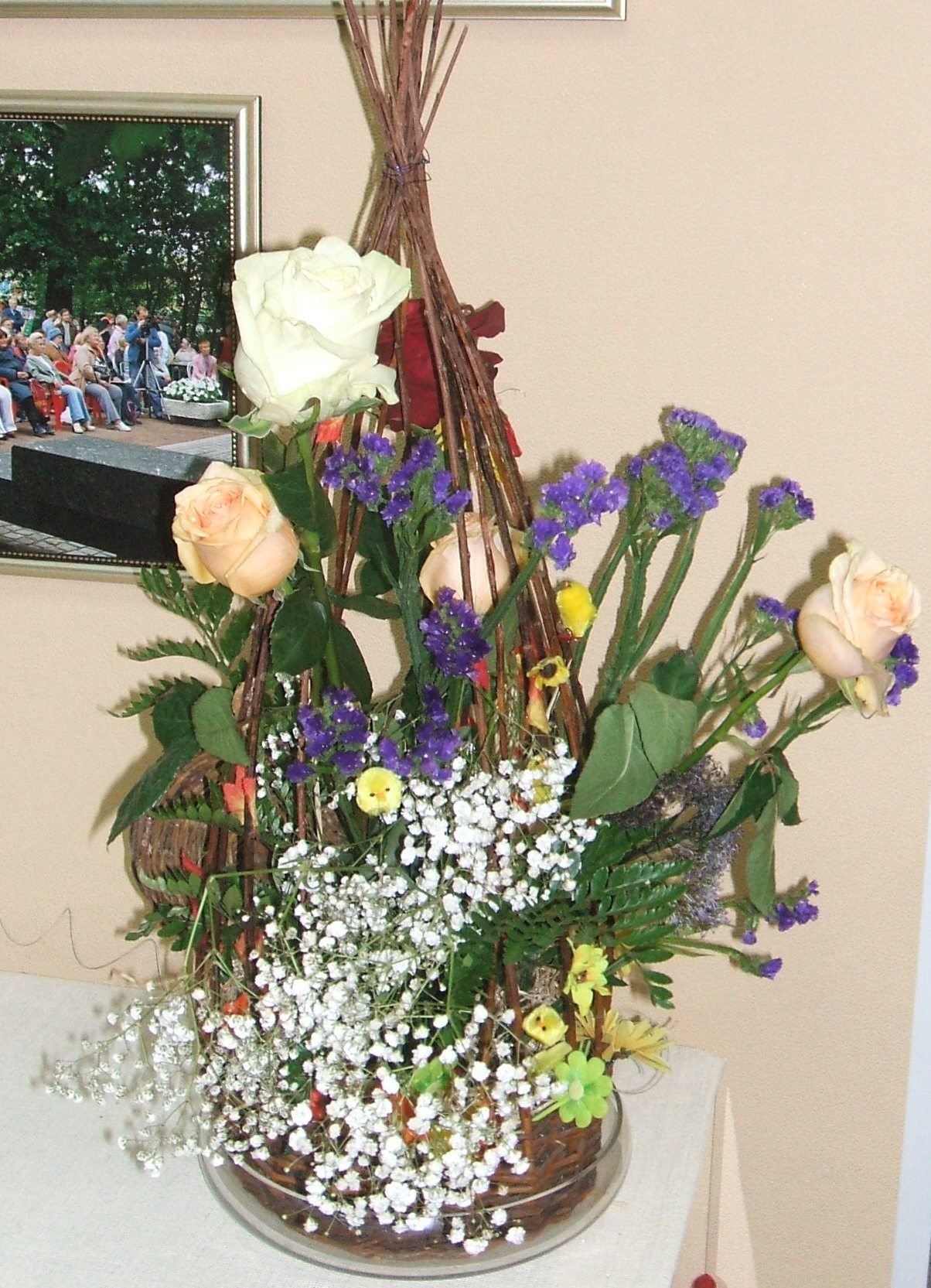
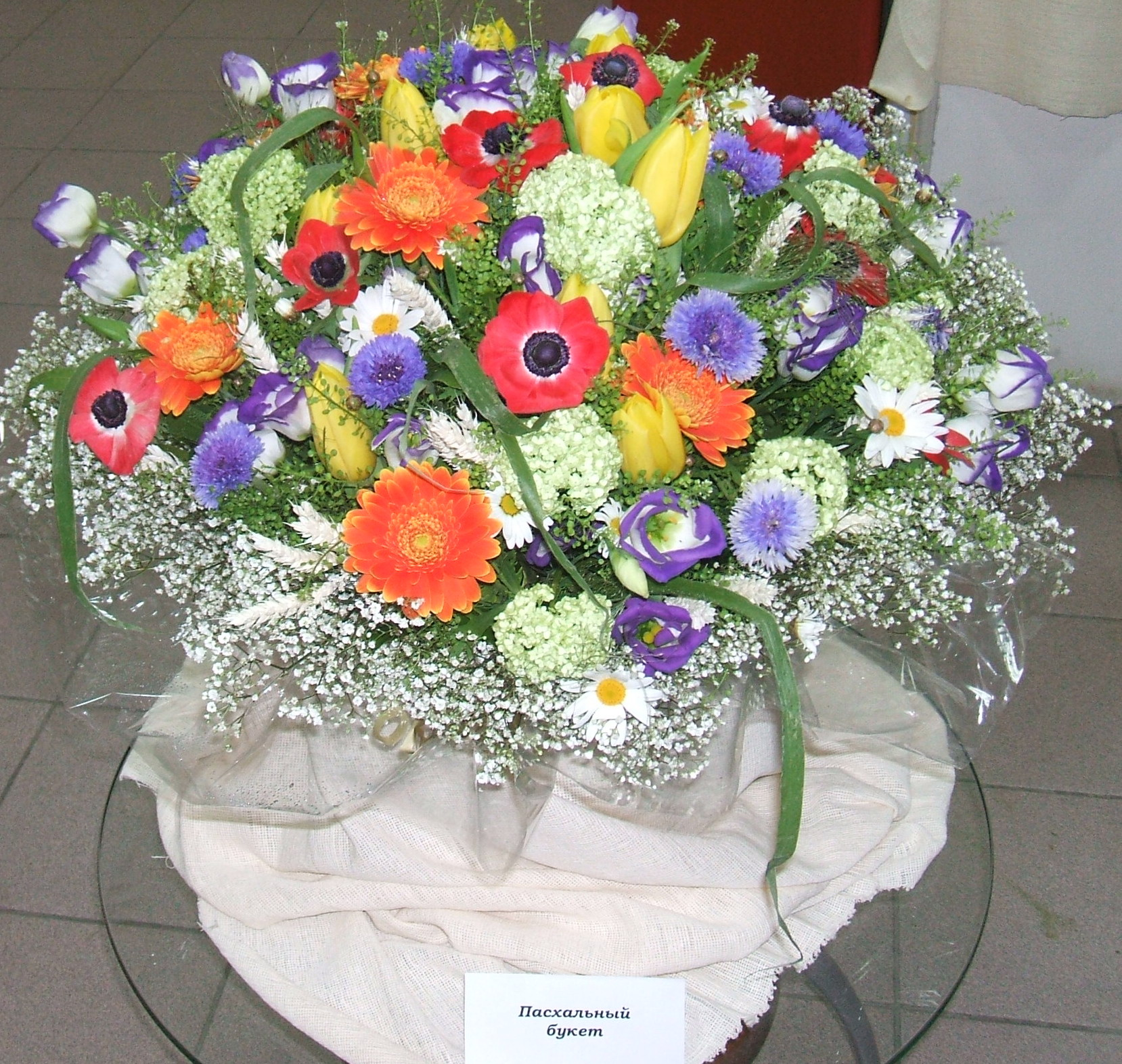

#### Композиции «Цветы России»

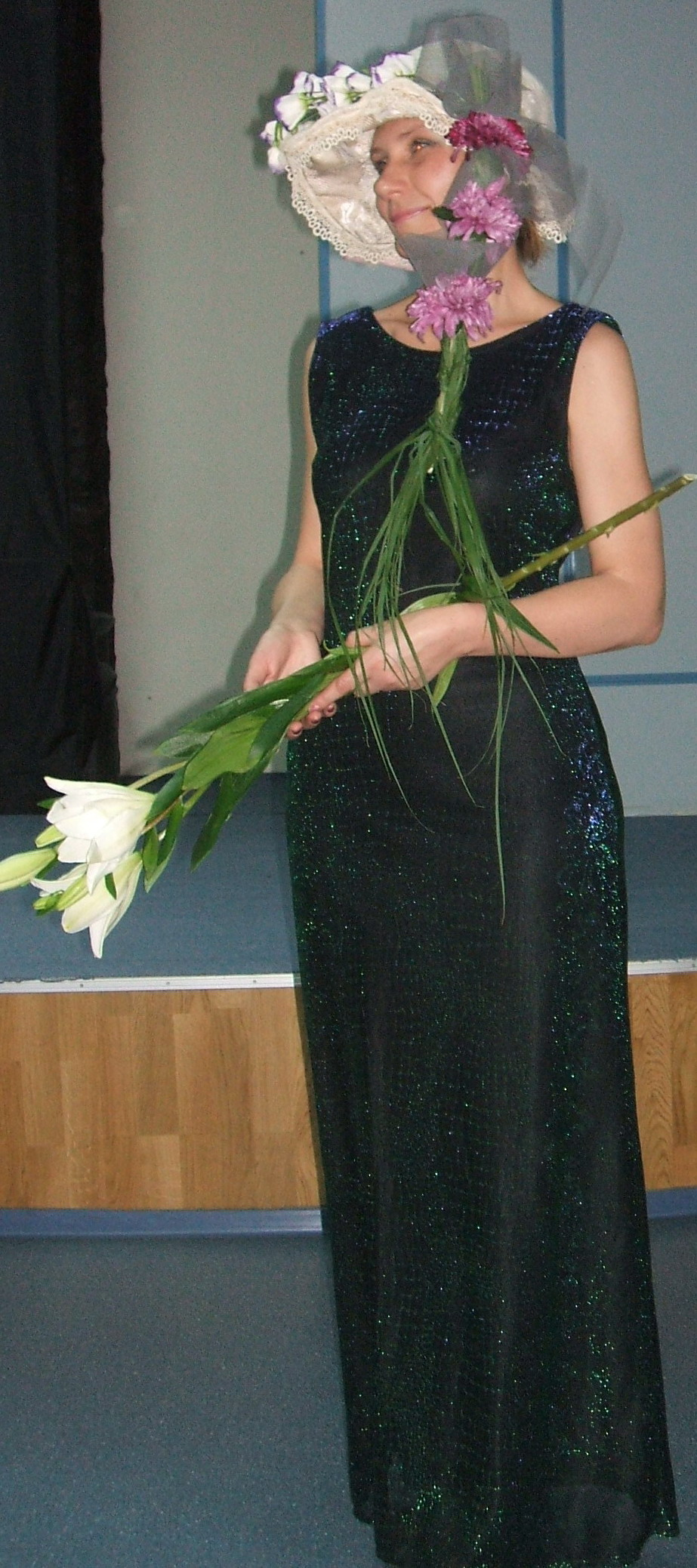
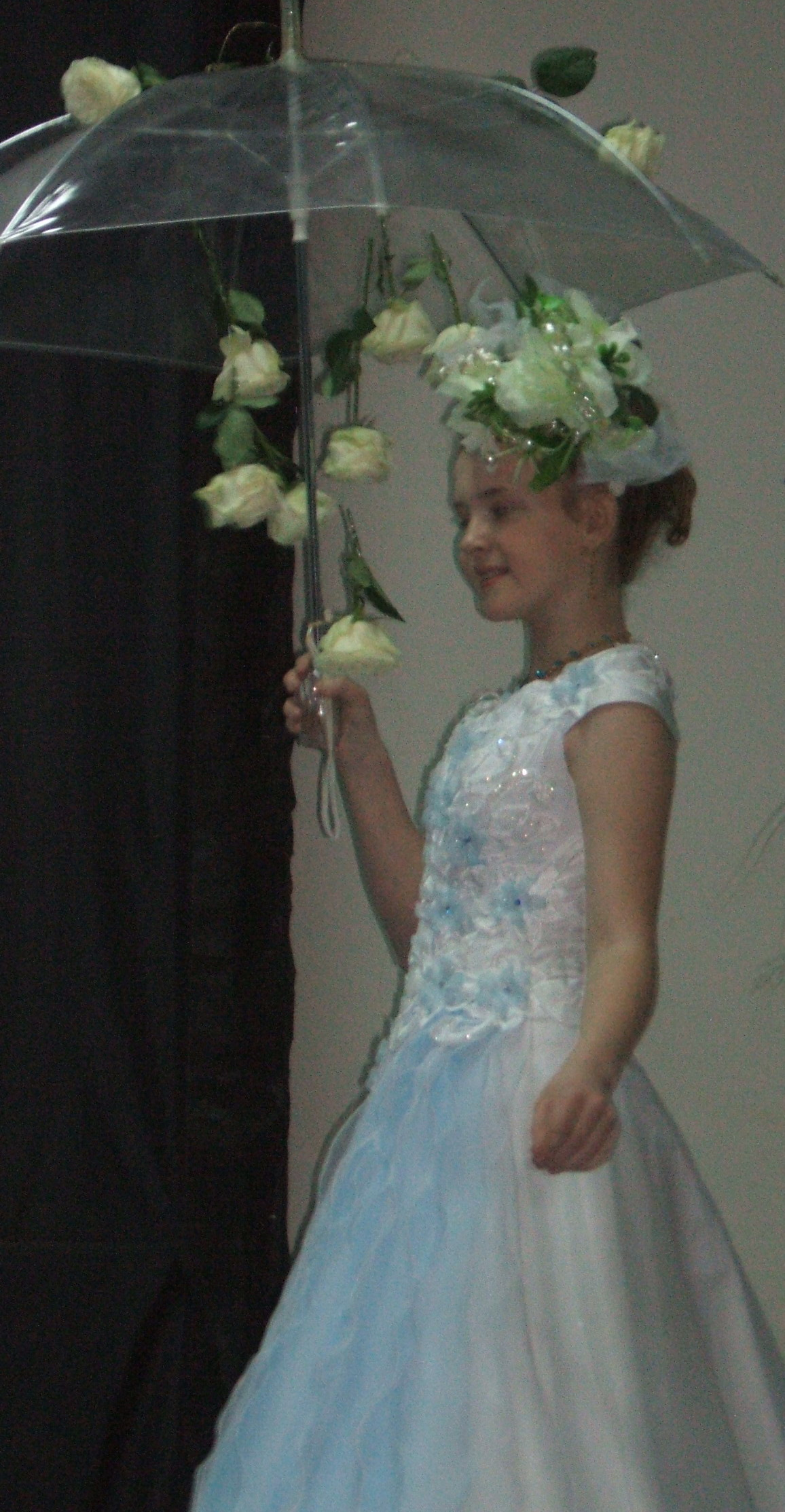
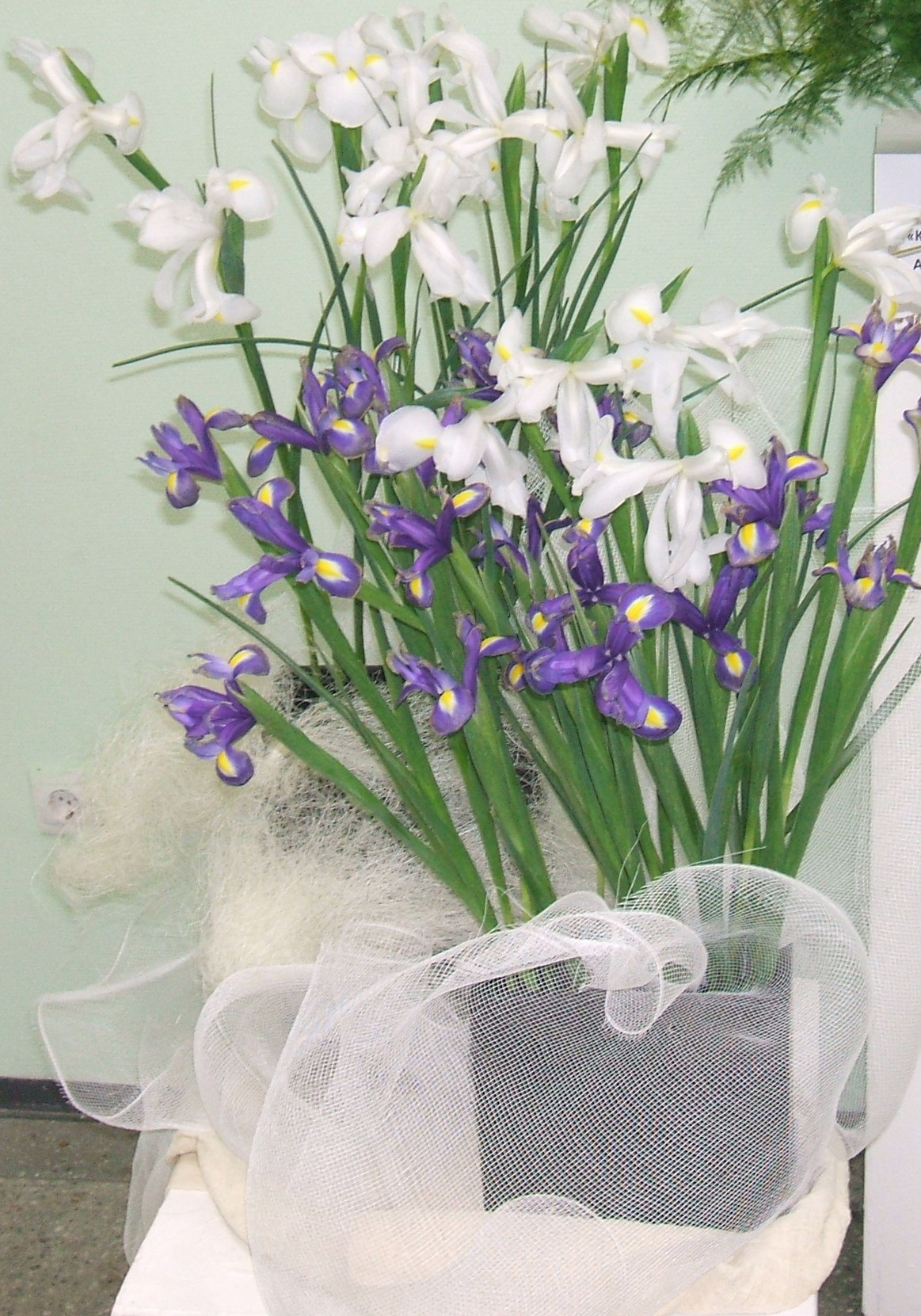
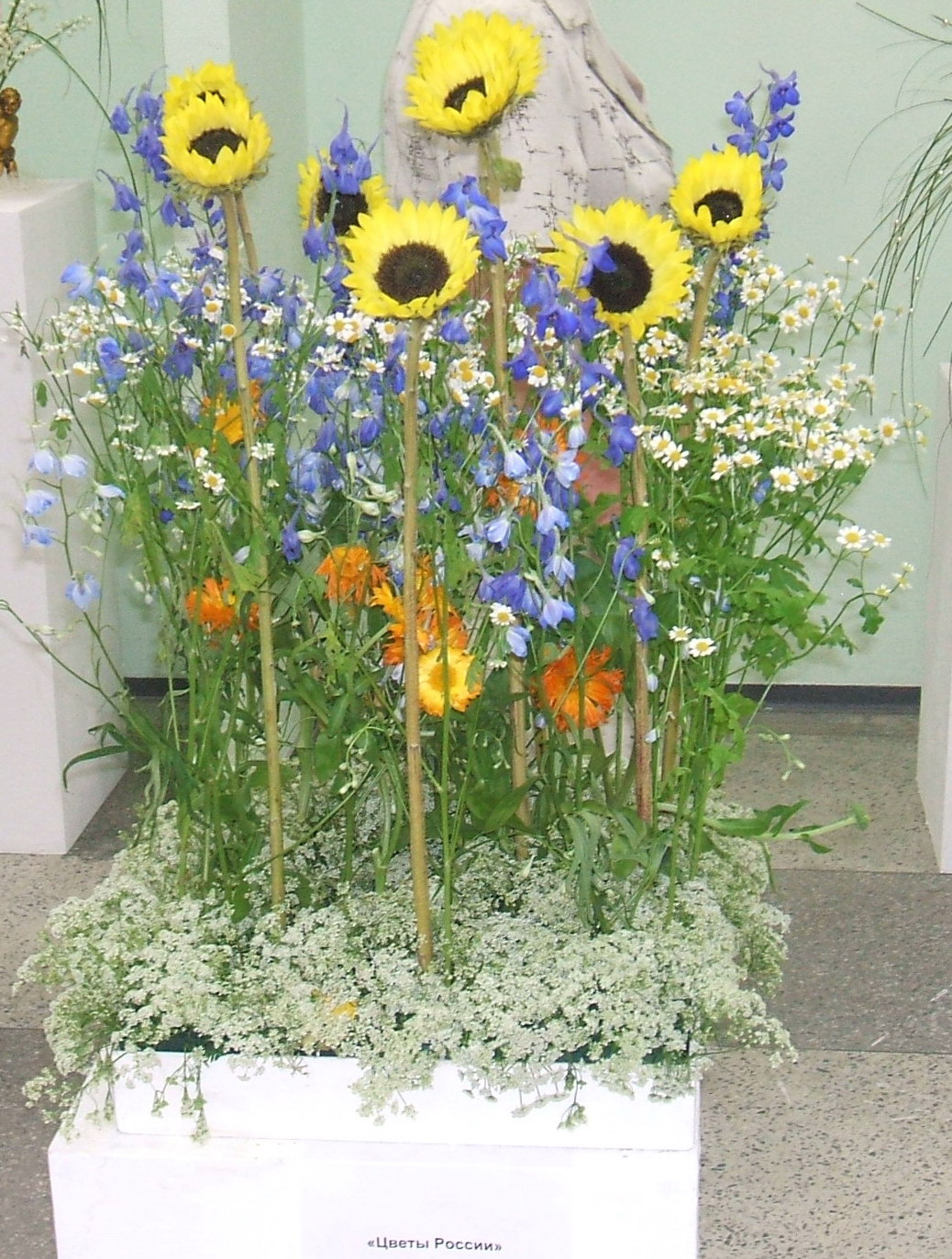
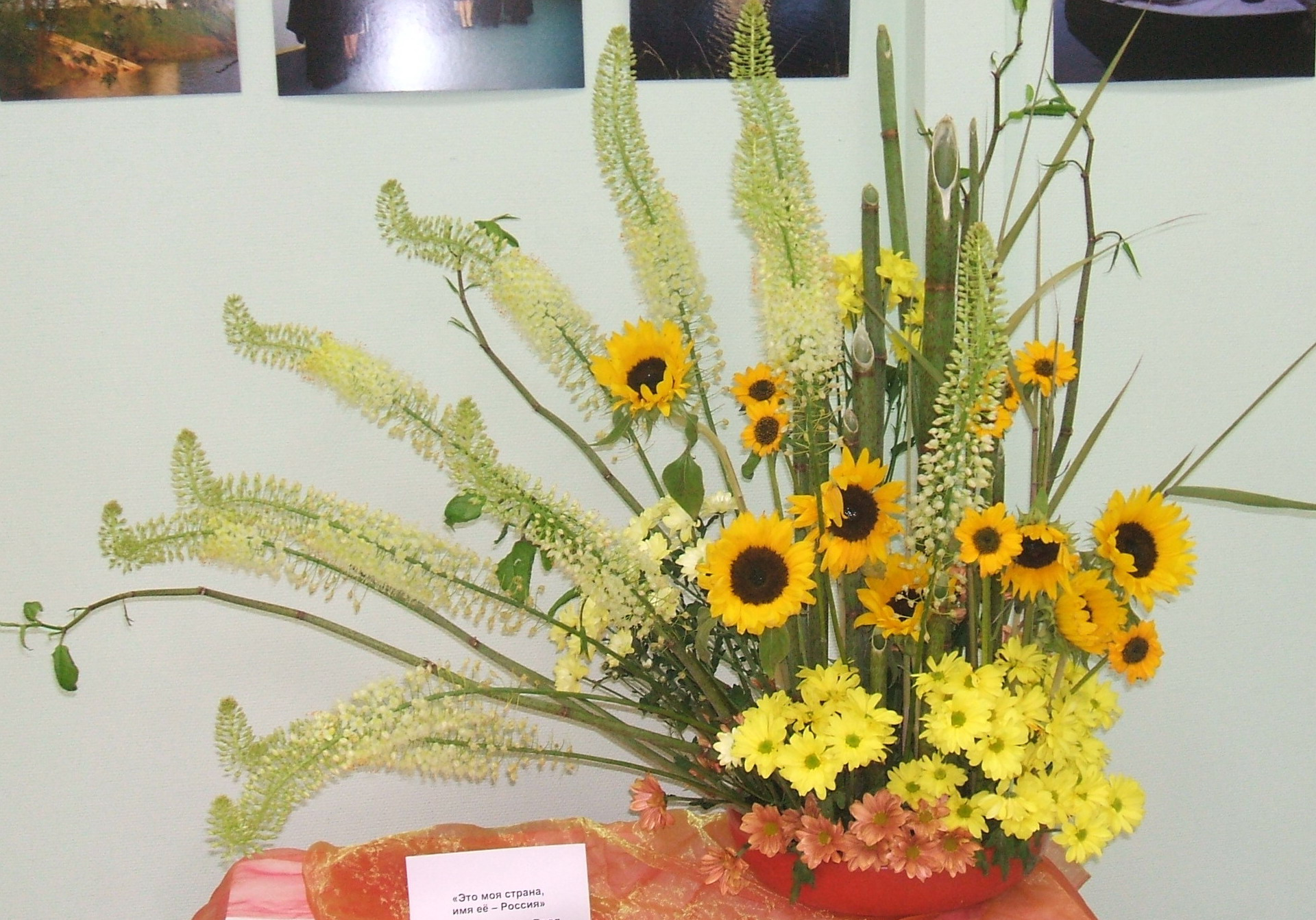